# Michael Schrott
Michael Schrott (* 25. September 1949 in Wien) ist ein  mit mehreren Journalistenpreisen ausgezeichneter österreichischer Hörfunkjournalist und -moderator, der als Privatier in Wien und Lachania (Griechenland) lebt. 

## Leben und Werk
Michael Schrotts berufliche Karriere begann 1968 als Reporter in der Chronik-Redaktion des ORF-Fernsehens (Österreich Bild und Zeit im Bild). Seinem „Traumberuf“ Journalist blieb er auch während des 1969 geleisteten Präsenzdienstes treu, als er erste Radio-Erfahrungen bei einem „ziemlich obskuren Bundesheer-Schulungssender“ sammelte. Anschließend kehrte er zwar zum ORF zurück, wechselte aber 1971 vom Fernsehen zur Hörfunksendung Ö3-Musicbox, wo er schwerpunktmäßig über neue soziale Bewegungen, Jugendpolitik, ethnische Minderheiten und Alltagskultur berichtete. Ende der 1980er Jahre wurde Schrott Redaktionsleiter der Ö3-Musicbox, deren Verantwortung er 1990 abgab, um sich auf Diagonal zu konzentrieren. Die Sendung Diagonal gab er 2012 an Peter Lachnit ab. Neben seiner Tätigkeit bei der Ö3-Musicbox schrieb Schrott auch für die Österreich-Beilage bzw. den Österreich-Teil der deutschen Musikzeitschrift Sounds und war zwischen 1980 und 1984 für die Ö3-Sonntagabend-Live-Diskussionsreihe Funkverbindung verantwortlich. Seine Entscheidung, den Anrufern bewusst mehr Sendezeit als üblich einzuräumen, provozierte den Vorwurf, dass der Unterhaltungssender Ö3 seinen Hörern zu dieser Sendezeit zu wenig Musik biete. Im Jahr 1984 startete die Ö1-Radiosendung Diagonal – Radio für Zeitgenossen, die von den Ö3-Musicbox-Kollegen Wolfgang Kos und Michael Schrott geprägt, gestaltet und verantwortet wurde. Schrotts erfolgreichste Radiosendung ist die mit dem Andreas-Reischek-Preis sowie dem Premio Goethe ausgezeichnete 50-teilige Radioserie Italienische Reisen – Goethe 1786 – Schrott 1986, an der er ein halbes Jahr gearbeitet hat. Die 1986 in der Ö3-Musicbox erstausgestrahlte Sendung wurde 2007 in Ö1 wiederholt und als CD-Box veröffentlicht. Im Juli 2005 übernahm er zusätzlich die Sendungsverantwortung für die sonntägliche Ö1-Musiksendung Spielräume spezial, die musikalische Außenseiter und Geheimtipps sowie anhand ausgewählter Platten spezielle Schwerpunktthemen musikalisch beleuchtete. Als Ende 2006 die Sendezeit von Spielräume spezial wegen der neuen Hörfunkreihe Ö1 Kinderuni von 46 Minuten auf 26 Minuten gekürzt wurde, gab Schrott zwar die Sendungsverantwortung ab, gestaltete aber vereinzelt noch sonntägliche Spielräume-Sendungen. Schrotts äußerst charakteristische Radiostimme wird von den Medienkollegen unter anderem so beschrieben: „volle, tiefe Stimme, die wie breite Schultern zum Anlehnen klingt“, bzw. „angenehm tiefe und unverwechselbare Stimme mit hohem Wiedererkennungseffekt“.

## Übersetzungen
- Alberto Franceschini: Das Herz des Staates treffen. Europa Verlag (Originaltitel: Mara, Renato e io) (1990)

## Auszeichnungen und Preise
- Österreichischer Staatspreis für journalistische Leistungen im Interesse der Jugend (gemeinsam mit Richard Goll und Wolfgang Kos) (1972)
- Dr. Karl Renner-Förderungspreis für Publizistik 1973 (gemeinsam mit Richard Goll und Wolfgang Kos)
- Andreas-Reischek-Preis (1988)
- Premio Goethe (1988)
- Radiopreis der Erwachsenenbildung (zusammen mit Johann Kneihs und Peter Lachnit) (2003)
- Radiopreis der Erwachsenenbildung (zusammen mit Peter Lachnit) (2005)
- Preis der Stadt Wien für Publizistik (2010)
- Walther-Rode-Preis (zusammen mit der Diagonal – Radio für Zeitgenossen-Redaktion) (2011)
- Dr.-Karl-Renner-Publizistikpreis (2011)